# 大阪公立大学附属植物園
大阪公立大学附属植物園（おおさかこうりつだいがくふぞくしょくぶつえん）は、大阪府交野市にある植物園。
大阪公立大学附属の研究施設ではあるが、有料で一般公開も行われている。所管の理学部がある大阪市内の杉本キャンパスからは遠く離れた、交野市の私市にある。

## 概要
前身は、満蒙開拓団の訓練施設として1941年（昭和16年）3月に開設された大阪市興亜拓殖訓練道場。第二次大戦が終わった1945年9月に大阪市立農事練習所となるが、1950年に大阪市立大学へ移管され、研究施設・理工学部附属植物園（園長・三木茂 (植物学者)）となる。1959年に理学部と工学部に分離されたとき、理学部附属植物園となった。2021年に附属植物園への変更を経て、2022年大阪市立大学と大阪府立大学が統合 し、大阪公立大学附属植物園となった。
生駒山系北西部麓の丘陵に位置する敷地面積26ヘクタールの府下最大級の植物園。園内は4つの尾根と3つの谷があるダイナミックな地形で大部分が樹木の植栽となっており、世界の樹林型および日本の樹林型（11種類）を復元している。
高さ30mを超えるメタセコイアの林やクスノキの巨木などがあり、メタセコイアは1941年に元園長である三木茂博士が化石植物として命名したもので、日本で二番目に古い苗木が現存する。
2022年4月から、文部科学省の共同利用・共同研究拠点「過去に学び未来を拓く植物多様性保全研究・教育拠点」に認定されている。

## データ

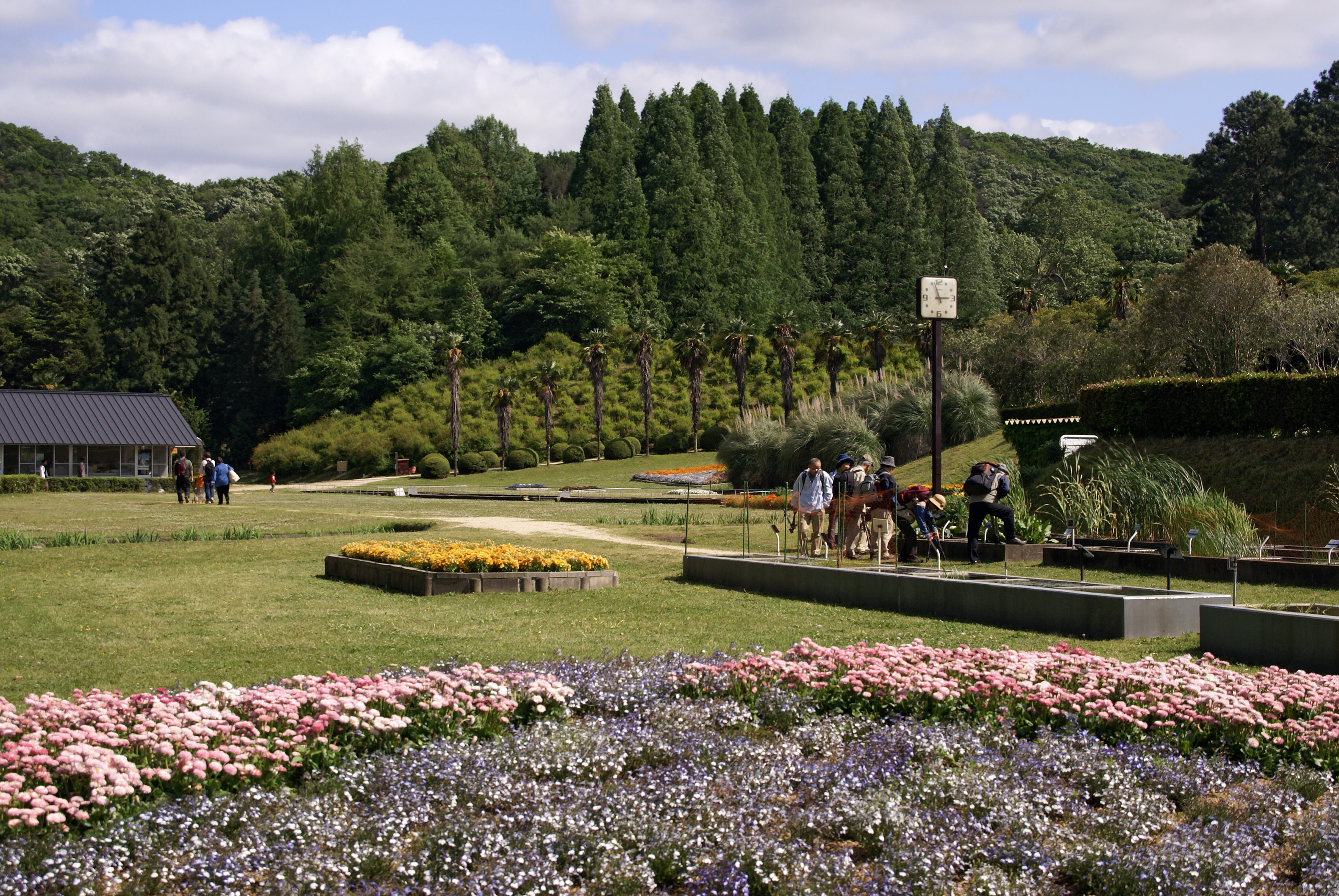
睡蓮の池前より

- 用地面積 - 255,300m2
- 標高 - 40～120m
- 施設 - 研究棟 993m2、作業棟 862m2、事務所 170m2、展示室 134m2
- 収集植物 - 約6,700種類、34,000本

## 展示内容
- 日本産樹木見本園（11の樹林型）
  - 海岸型照葉樹林 - タブ型照葉樹林 - シイ型照葉樹林 - 低地カシ型照葉樹林 - 高地カシ型照葉樹林 - 温帯南部型落葉樹林 - 温帯北部型落葉樹林 - ヒノキ・サワラ型針葉樹林 - 暖帯型落葉樹林 - モミ・ツガ型針葉樹林 - アカマツ型針葉樹林

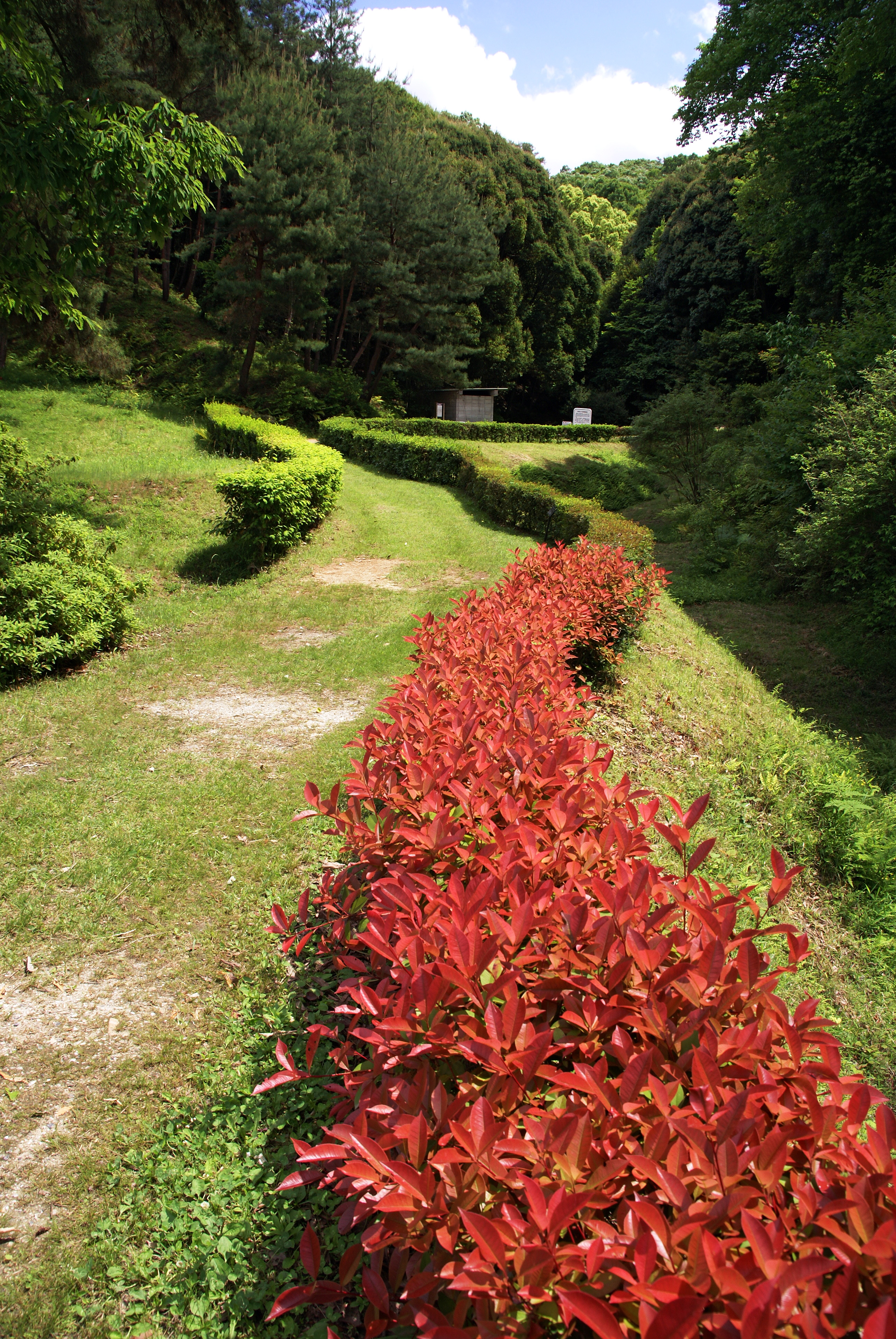
園内の通路
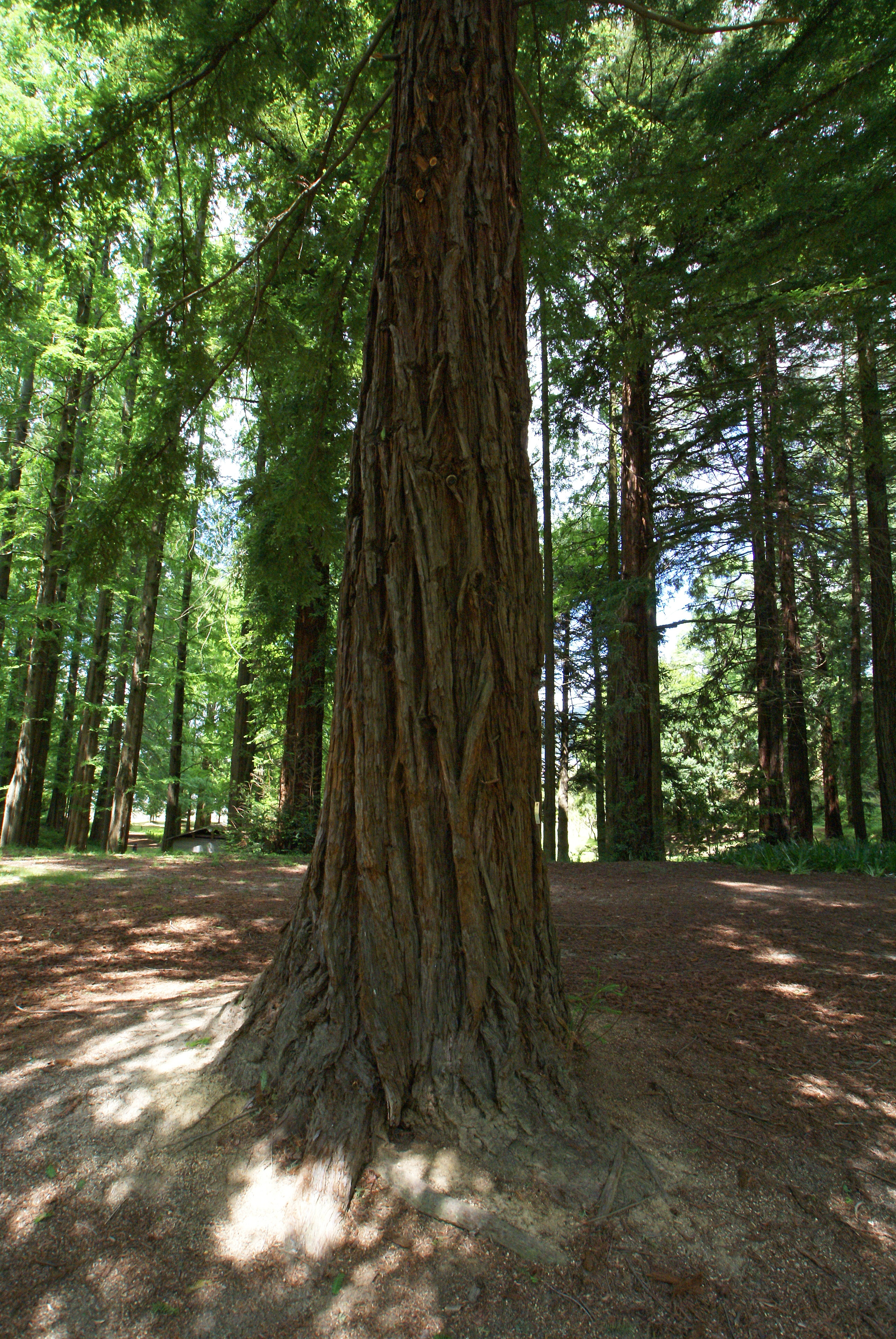
メタセコイヤ
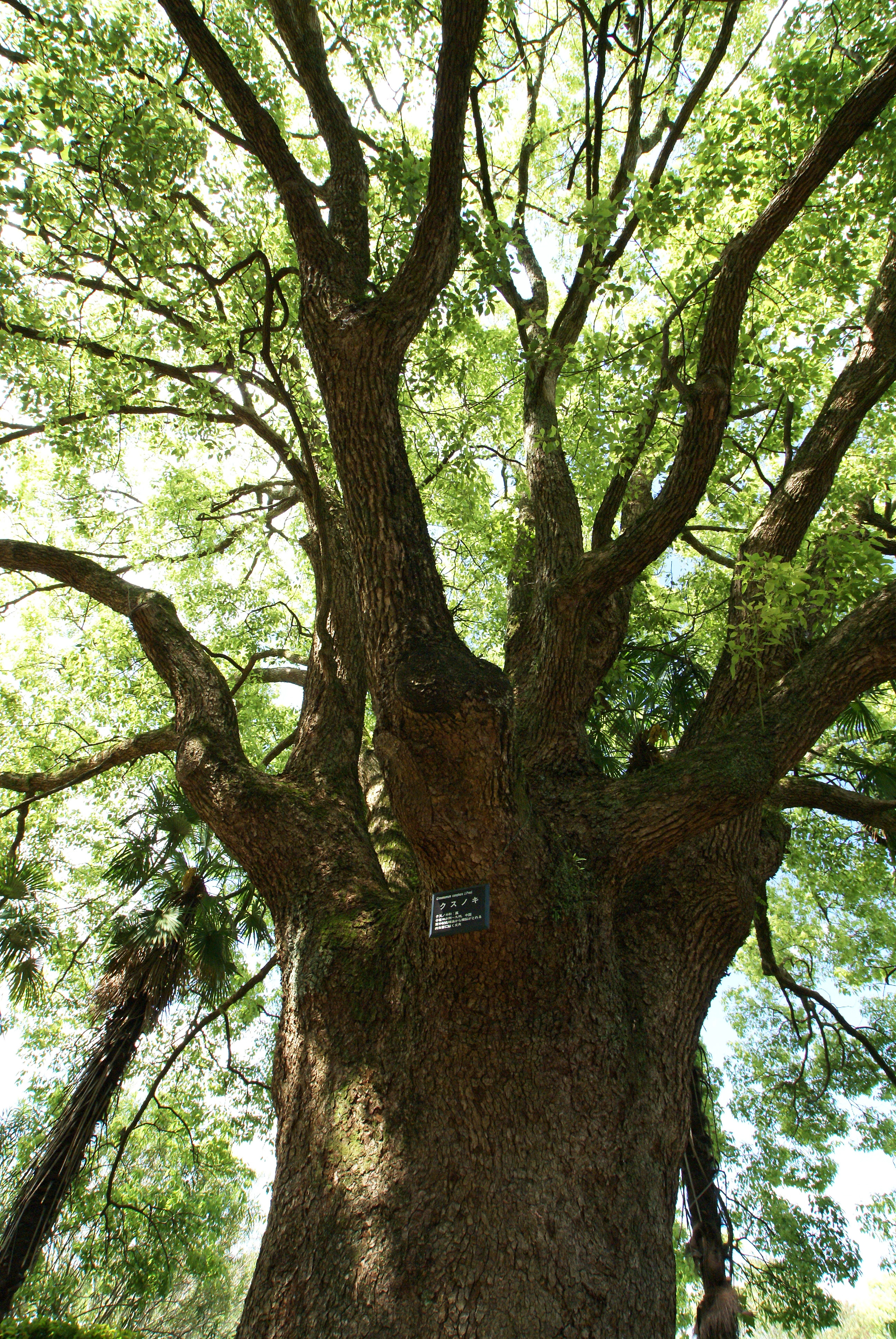
クスノキ

- さくら山
- 外国産観賞樹木園
- 外国産針葉樹園
- 花木園
- 夏咲きの花木
- タケ・ササ園
- 亜熱帯・熱帯の植物
- 乾燥地の植物
- 水生植物
- 果樹見本園

- 園内の通路
- メタセコイヤ
- クスノキ

## 管理上の特徴など
当植物園の特徴の一つとして、収集された植物は自然な環境において保存され、極力人間の管理を加えないこととしている。例えば、落葉樹が紅葉したのち自然落下した葉は地面に堆積し、年月を経るうちに腐葉土となって大地に還元されることになる。
近隣の植物園の中では、敷地面積が大きい。これは開園当初より、交通が不便な郊外に位置していたことが原因であるが、このことがかえって周辺地域の豊かな自然を今日まで保存することにつながっているといえる。
一部の花木類に関しては、品種群が充実している。特に、ムクゲやツバキをはじめとした園芸品種がここでは多数保存されている。

## 交通アクセス
- 所在地：〒576-0004 大阪府交野市私市2000
- アクセス
  - 京阪交野線 私市駅から徒歩6分
  - JR学研都市線 河内磐船駅 から徒歩20分

## 一般入園
- 開園時間：9:30-16:30（入園は16:00まで）
- 休園日：毎週月曜日（祝祭休日の場合は開園）、年末年始（12/28-1/4）
- 入園料：大人350円、中学生以下無料。

## 周辺情報
- 獅子窟寺
- 天野神社
- 大阪府民の森 ほしだ園地
- 大阪府民の森 くろんど園地